# إيهاب عبد الحميد
إيهاب عبد الحميد كاتب ومترجم مصري وُلد بمحافظة البحيرة بدمنهور عام 1977، وفشل في كلية الطب بعد قضاء سنتين ثم إلتحق بكلية الأداب و تخرج في قسم اللغة الإنجليزية وآدابها في كلية الآداب بجامعة القاهرة عام 2000، ثم أجرى دراسات حرة في مجال الترجمة بالجامعة الأمريكية بالقاهرة.

## مسيرته المهنية
عمل إيهاب عبد الحميد بعد أن تخرج من الجامعة كمحرر صحفي بعدد من الصحف والمجلات والمواقع الإلكترونية المحلية والعربية من بينها جريدة الدستور المصرية، وشغل منصب مساعد رئيس تحرير جريدة الدستور، والمسئول عن القسم الخارجى بالجريدة حتى عام 2006. وفي عام 2009 أسس إيهاب عبد الحميد مكتبة بدرخان مع المخرج على بدرخان.

## مؤلفاته
ألف إيهاب عبد الحميد العديد من المؤلفات التي تنوعت ما بين الرواية، والمجموعات القصصية، إلى جانب ترجمة عدة أعمال أدبية من الإنجليزية إلى العربية، وفيما يلي بعضا من أهم أعماله المؤلفة والمترجمة:

### المؤلفات
- بائعة الحزن (مجموعة قصصية): صدرت عام 1998 عن دار شرقيات للنشر والتوزيع بالقاهرة.[1]
- عشاق خائبون (رواية): صدرت عام 2005 عن دار ميريت للنشر والتوزيع بالقاهرة، وأعيد طبعها في عام 2009،[2] وفازت بالمركز الثاني لجائزة ساويرس للرواية العربية فرع شباب الكُتّاب عام 2007.[3]
- قميص هاواى (مجموعة قصصية): صدرت عام 2010 عن دار ميريت للنشر والتوزيع بالقاهرة،[4] وفازت بجائزة يوسف إدريس للقصة في عام 2010.[5][6]

### التراجم
- قصة الجنس عبر التاريخ: كتاب الكاتب ري تاناهيل الصادر في عام 1980، وهو من جزأين صدرت نسخة جزأه الأول المترجمة إلى العربية من ترجمة إيهاب عبد الحميد عام 2008، ثم تلاه الجزء الثاني في عام 2009 عن دار ميريت للنشر والتوزيع بالقاهرة.[7]
- اشتهاء العرب: وهو كتاب الكاتب جوزيف مسعد الصادر لأول مرة في عام 2007، وصدرت نسخته المترجمة إلى العربية من ترجمة إيهاب عبد الحميد عام 2012 عن دار الشروق للنشر والتوزيع بالقاهرة.[8]
- عداء الطائرة الورقية: وهي رواية للروائي الأمريكي من أصل أفغاني خالد حسيني صدرت باللغة الإنجليزية عام 2003، وصدرت نسختها المترجمة إلى العربية من ترجمة إيهاب عبد الحميد عام 2012 عن دار بلومزبري للنشر والتوزيع بالدوحة.[9]
- ألف شمس ساطعة: وهي رواية للروائي الأمريكي من أصل أفغاني خالد حسيني صدرت باللغة الإنجليزية عام 2007، وصدرت نسختها المترجمة إلى العربية من ترجمة إيهاب عبد الحميد عام 2013 عن دار بلومزبري للنشر والتوزيع بالدوحة.[10]
- المرشد في الكتابة السينمائية والروائية: كتاب الكاتبة راشيل فريدمان بالون، وصدرت نسخته المترجمة إلى العربية من ترجمة إيهاب عبد الحميد عام 2015 عن دار ميريت للنشر والتوزيع بالقاهرة.[11]
- ورددت الجبَال الصدى: وهي رواية للروائي الأمريكي من أصل أفغاني خالد حسيني صدرت باللغة الإنجليزية عام 2012، وصدرت نسختها المترجمة إلى العربية من ترجمة إيهاب عبد الحميد عام 2015 عن دار جامعة حمد بن خليفة للنشر بالدوحة.[12]
- أعجوبة: وهي رواية للروائي الأمريكي أر. جيه. بالاسيو صدرت باللغة الإنجليزية عام 2012، وصدرت نسختها المترجمة إلى العربية من ترجمة إيهاب عبد الحميد عام 2015 عن دار بلومزبري للنشر والتوزيع بالدوحة.[13]
- فرانك سيناترا عنده برد: وهو من تأليف الكاتب جاي تاليز، وصدر لأول مرة عام 1965، وصدرت نسخته المترجمة إلى العربية من ترجمة إيهاب عبد الحميد عام 2016 عن مؤسسة البرنامج المصري لتطوير الإعلام بالقاهرة.[14]
- العضة: وهو من تأليف الكاتب جوناثان كولمان، وصدر لأول مرة عام 2015، وصدرت نسخته المترجمة إلى العربية من ترجمة إيهاب عبد الحميد عام 2017 عن مؤسسة البرنامج المصري لتطوير الإعلام بالقاهرة.[15]
- صيحة القطعة 49: وهو من تأليف الكاتب توماس بنشون، وصدر لأول مرة عام 1966، وصدرت نسخته المترجمة إلى العربية من ترجمة إيهاب عبد الحميد عام 2017 عن دار التنوير للنشر والتوزيع بالقاهرة.[16]
- كيف تقع في الحب: وهو كتاب الروائية سيسيليا أهيرن الصادر باللغة الإنجليزية عام 2013، وصدرت نسختها المترجمة إلى العربية من ترجمة إيهاب عبد الحميد عام 2017 عن المركز الثقافي العربي.[17]
- الصيادون: وهي رواية الكاتب تشيغوزي أوبيوما الصادرة في عام 2015، وصدرت نسختها المترجمة إلى العربية من ترجمة إيهاب عبد الحميد عام 2017 عن دار جامعة حمد بن خليفة للنشر بالدوحة.[18]
- الجين.. تاريخ حميم: وهو من تأليف الكاتب سيدهارتا موكرجي، وصدر لأول مرة عام 2016، وصدرت نسخته المترجمة إلى العربية من ترجمة إيهاب عبد الحميد عام 2018 عن دار التنوير للنشر والتوزيع بالقاهرة.[19]
- خمسة تقابلهم في الجنة: وهي رواية للروائي ميتش ألبوم صدرت باللغة الإنجليزية عام 2003، وصدرت نسختها المترجمة إلى العربية من ترجمة إيهاب عبد الحميد عام 2019 عن المركز الثقافي العربي.[20]
- اللقاء التالي في الجنة: وهي رواية للروائي ميتش ألبوم صدرت باللغة الإنجليزية عام 2018، وصدرت نسختها المترجمة إلى العربية من ترجمة إيهاب عبد الحميد عام 2019 عن المركز الثقافي العربي.[21]
- رحالة: وهو كتاب الكاتبة أولغا توكارتشوك الحائزة على جائزة نوبل في الآداب عام 2018، والصادر في عام 2007، وصدرت نسخته المترجمة إلى العربية من ترجمة إيهاب عبد الحميد عام 2019 عن دار التنوير للنشر والتوزيع بالقاهرة.[22]
- نظام الزمن: وهو كتاب الكاتب كارلو روفيللي الصادر في عام 2017، وصدرت نسخته المترجمة إلى العربية من ترجمة إيهاب عبد الحميد عام 2019 عن دار التنوير للنشر والتوزيع بالقاهرة.[23]
- فن الحياة البسيطة: وهو كتاب الكاتب شونميو ماسونو الصادر في عام 2009، وصدرت نسخته المترجمة إلى العربية من ترجمة إيهاب عبد الحميد عام 2019 عن دار التنوير للنشر والتوزيع بالقاهرة.[24]
- جنتلمان في موسكو: وهو من تأليف الكاتب أمور تاولز وصدر باللغة الإنجليزية عام 2016، وصدرت نسخته المترجمة إلى العربية من ترجمة إيهاب عبد الحميد عن دار التنوير للنشر والتوزيع بالقاهرة.[25]
- الإنفلونزا العظمى: وهو من تأليف الكاتب جون إم. باري، وصدر لأول مرة عام 2004، وصدرت نسخته المترجمة إلى العربية من ترجمة إيهاب عبد الحميد عام 2018 عن دار منشورات ذات السلاسل للنشر والتوزيع بالكويت.[26]

## الجوائز والتكريمات
حظي الكاتب إيهاب عبد الحميد بتكريم العديد من الجهات المحلية والعربية، وحصل على عدد من الجوائز الأدبية، والتي من أهمها:
- جائزة ساويرس للثقافة في للرواية العربية فرع شباب الأدباء عام 2007 (مركز ثان) عن روايته «عاشقون خائبون».[27]
- جائزة يوسف إدريس للقصة لعام 2010، والمقدمة من المجلس الأعلى للثقافة، عن مجموعته القصصية «قميص هاواى».[28]

## جدل حول حقوق الملكية الفكرية
اتّهم الكاتب المترجم إيهاب عبد الحميد في عام 2013 عبر صفحته الشخصية على موقع التواصل الاجتماعى فيسبوك كلا من دار الشروق للنشر والتوزيع بالقاهرة، والدكتور جوزيف مسعد، بالسطو على حقوقه الفكرية وترجمته لكتاب «اشتهاء العرب» للكاتب جوزيف مسعد من اللغة الإنجليزية إلى العربية، والتى قدّمها الدكتور جوزيف مسعد للقارئ العربى في مقدمة الكتاب باعتبارها ترجمة أولية للكتاب، حيث ذكر الدكتور جوزيف مسعد في مقدمة الكتاب أنه يتقدم بالشكر للسيد إيهاب عبد الحميد على جهده في الترجمة الأولية للكتاب.